# コーデル・ハル
コーデル・ハル（Cordell Hull、1871年10月2日 - 1955年7月23日）は、アメリカ合衆国の政治家。フランクリン・ルーズベルト大統領の下で1933年から1944年までアメリカ合衆国国務長官を務めた。国際連合の創設に尽力して1945年のノーベル平和賞を受賞し、「国連の父」と称される。

## 経歴
ハルはテネシー州ピケット郡で生まれた。彼は1889年から1890年までオハイオ州レバノンの国立師範大学で学び、1890年にテネシー民主党大会で代表を務めた。19歳のときにハルはクレイ郡民主党の議長に選ばれた。1891年にテネシー州レバノンのカンバーランド大学法律学校を卒業し法曹界入りする。彼の政治経歴は1893年のテネシー州議会で始まった。彼は州議員を1897年まで務めた。米西戦争中にハルはテネシー州義勇歩兵師団第4連隊の大尉としてキューバで戦った。
1903年から1907年までハルはテネシー州第5巡回裁判区の裁判官を務めた。その後、彼は下院議員に当選し、11期（1907年 - 1921年および1923年 - 1931年）22年間同職を務めた（民主党全国委員会議長を務めた二年間中断された）。下院議員職中、彼は低率関税の改訂に努め、1913年には最初の連邦所得税法案（1916年の同法案修正も）、1916年には連邦および州相続税法を成立させた。彼は1930年に上院議員に選出され、1933年にはフランクリン・デラノ・ルーズヴェルト大統領より国務長官に任命された。ハルの政策は貿易の促進と関税低下を支援した。また、1930年代の東アジア開発に対する彼の警告は、アメリカ合衆国連邦政府に日本との戦争準備を支援した。
国務長官として1941年11月にハル・ノートを提示したが、日本との交渉は決裂し、12月には真珠湾攻撃によって太平洋戦争が開戦した。
1943年のモスクワ会談ではアメリカ全権代表を務めた。
ハルはドイツのロケット科学者ヴェルナー・フォン・ブラウンと彼の研究チームをペーパークリップ計画によってアメリカに移送し、アメリカの戦後のロケット計画を組織するのに貢献した。同計画は後のNASAの宇宙開発計画の基礎となった。
ハルは国際連合の発案者および熱心な支持者であったことで有名である。彼は「国連憲章」の執筆を国務省に強く求めた主要人物であり、それは1943年の中頃までに実行された。ハルは1944年11月に健康問題で国務長官を辞任した。ルーズヴェルトはハルの辞任に際して「(彼は）平和のためにこの大きな計画を達成するために最も尽力した一人である。」と語った。ハルは1945年にノーベル平和賞を受賞した。共和党は依然国連への加入に反対したが、ハルの超党派的献身がアメリカ合衆国の国連加盟に際して共和党が協力した理由だとされる。
ハルは国務長官の職を11年9ヶ月務めた。彼は最も長期間国務長官を務めた人物である。
ハルは1955年7月23日にメリーランド州ベセスダの海軍病院で、心筋梗塞ならびに脳梗塞により死去した。彼にちなんで命名されたものがいくつかある。最も有名なものは陸軍工兵隊によってテネシー州カルタゴの近くのカンバーランド川に建設されたコーデル・ハル・ダムである。

## 語録
「川を渡りきらないうちに、ワニを侮辱してはならない」。

## 私生活
ユダヤ系オーストリア人の未亡人ローズ・フランシス・ウィッツ（のちにハルと改名）と結婚していたが、子供はもうけなかった。

## 著書
- 『ハル回顧録』 中公文庫